# مارجه
مارجه یک منطقه کشاورزی در ولسوالی نادعلی در ولایت هلمند افغانستان و در جنوب غربی لشگرگاه مرکز ولایت است. جمعیت مارجه بین ۸۰٬۰۰۰ تا ۱۲۵٬۰۰۰ است که در منطقه‌ای به مساحت ۲۰۰ تا ۳۰۰ کیلومترمربع پخش شده‌اند. عملیات مشترک در فوریهٔ ۲۰۱۰ به حکومت دو سالهٔ طالبان بر این منطقه پایان داد.